# アラステア・クック
サー・アラステア・ネイサン・クック, CBE（英: Sir Alastair Nathan Cook, CBE、1985年12月25日 - ）は、イングランド・グロスタシャー・グロスター出身のプロクリケット選手。元イングランド代表。ポジションはバッツマン。